# Килийле
Килийле (рум. Chiliile — село в жудецу Бузэу в Румынии. Административный центр коммуны Килийле.

## География
Село расположено на расстоянии 116 км на север от Бухареста, 35 км на северо-запад от Бузэу, 112 км на запад от Галаци, 80 км на восток от Брашова.

## Население
По данным переписи населения 2002 года в селе проживали 173 человек, все румыны. Все жители села своим родным языком назвали румынский.
| 2002 | 2011 |
| ---- | ---- |
| 173  | ▼162 |